# Tin Machine Live: Oy Vey, Baby
Tin Machine Live: Oy Vey, Baby è il primo album live dei Tin Machine, nonché l'ultimo della loro discografia, pubblicato il 2 luglio 1992 dalla London Records.
Album con titolo parodiato da Achtung Baby degli U2, riceverà numerose critiche negative, non riuscendo a conquistare presenze brillanti nelle classifiche inglesi e statunitensi; viene registrato tra il 1991 ed il 1992 durante l'It's My Life Tour.

## Tracce
1. If There Is Something (Bryan Ferry) – 3:55
2. Amazing (David Bowie, Reeves Gabrels) – 4:06
3. I Can't Read (Bowie, Gabrels) – 6:25
4. Stateside (Bowie, Hunt Sales) – 8:11
5. Under the God (Bowie) – 4:05
6. Goodbye Mr. Ed (Bowie, Tony Sales, H. Sales) – 3:31
7. Heaven's in Here (Bowie) – 12:05
8. You Belong in Rock 'n' Roll (Bowie, Gabrels) – 6:59

## Formazione
- David Bowie: Voce, Chitarra, Sassofono
- Reeves Gabrels: Chitarra solista, Voce
- Hunt Sales: Batteria, Percussioni, Voce
- Tony Sales: Basso, Voce
- Eric Schermerhorn: Chitarra ritmica, Voce